# B.G.
Крістофер Ноель Дорсі (нар. 3 вересня 1980, Новий Орлеан, Луїзіана), більш відомий під псевдонімом B.G. (скорочення від Baby Gangsta), — американський репер. Він почав свою музичну кар'єру в 1993 році, коли у віці 12 років підписав контракт з лейблом Birdman Cash Money Records. У 1997 році Дорсі разом із колегами по лейблу Lil Wayne, Juvenile та Turk спільно сформували гурт Hot Boys, з яким він випустив три успішні альбоми. Як сольний виконавець Бі Джі випустив п'ять сольних альбомів на Cash Money: Chopper City (1996), It's All on U, Vol. 1 (1997), It's All on U, Vol. 2 (1997), платиновий Chopper City in the Ghetto (1999) і Checkmate (2000). У 2001 році він розійшовся з лейблом і пізніше того ж року заснував лейбл Chopper City Records.
B.G. перебував у в'язниці з 2012 по 2023 рік і відразу після звільнення продовжив записувати пісні.

## Раннє життя
Дорсі народився 3 вересня 1980 року в Новому Орлеані, штат Луїзіана. Він виріс у районі Фререт у верхній частині Нового Орлеана, який розташований у 13-му районі. Сім'я Дорсі жила в стрілецькому будинку на розі Валенс і Магнолія-стріт. Коли йому було 12 років, його батько Крістофер Джасмін був убитий під час спроби пограбування. Потім він почав продавати крек-кокаїн і тусуватися на вулицях з наркоторговцями. Навчаючись у середній школі, він почав читати реп і врешті-решт зустрівся з Брайаном «Birdman» Вільямсом (він же Baby) у перукарні в 1993 році. Бердмен і його брат «Слім» прийняли Дорсі, дозволивши йому залишитися з ними. Пізніше вони підписали його в Cash Money Records. У 15 років він кинув середню школу і почав вживати героїн, але згодом зосередився на кар'єрі музиканта.

## Кар'єра
У віці чотирнадцяти років Бі Джі (тоді відомий як Lil Doogie) почав працювати з іншим новоорлеанським підлітком на ім’я Baby D (пізніше відомий як Lil Wayne). Обидва підписали контракт з Cash Money Records, і вони об’єдналися як дует під назвою The BG'z .
Він випустив альбом Chopper City у 1996 році та альбоми It's All on U, Vol. 1 і том. 2 в 1997 році. Він також був частиною групи Hot Boys разом з реперами Lil Wayne, Juvenile і Turk. Дебютний альбом групи Get It How U Live!, вийшов у жовтні 1997 року.
У 1998 році Cash Money Records підписали дистрибюторську угоду з Universal Records і випустили Chopper City in the Ghetto у квітні 1999 року. Альбом містив хіт «Bling Bling», який ще більше популяризував хіп-хоп сленговий термін «bling bling», що описує блискучі дорогі ювелірні вироби, автомобілі чи інші форми багатства. Оксфордський словник англійської мови додав термін «bling bling» у 2003 році. Другий альбом Hot Boys, Guerrilla Warfare, був випущений у липні 1999 року та досяг 5 місця в чарті Billboard 200.
Checkmate 2000 року був останнім альбомом B.G. на Cash Money Records. У 2001 році він стверджував, що покинув лейбл через фінансову суперечку з власниками Бердменом і Рональдом «Слімом» Вільямсом. Він випустив свій шостий студійний альбом Livin' Legend на власному лейблі Chopper City Records.
Він випустив Life After Cash Money у 2004 році, The Heart of tha Streetz, Vol. 1 у 2005 році та The Heart of tha Streetz, Vol. 2 (I Am What I Am), яка досягла №6 у Billboard 200 у 2006 році. У 2009 році Hot Boys домовилися про возз'єднання. Пізніше цей план було скасовано, хоча B.G. і Juvenile ненадовго з'явилися на сцені на концерті Lil Wayne того червня. B.G. випустив свій десятий студійний альбом, Too Hood 2 Be Hollywood, у грудні 2009 року після багатьох затримок. Він включав хіт-сингл «My Hood», у якому виступав давній друг Менні Фреш. Він досяг 70 місця в R&B-чартах США.
У червні 2010 року B.G. випустив спільний мікстейп з репером з Батон-Руж Lil Boosie під назвою «22504 (225504)», який є об’єднаними кодами регіонів їхніх рідних міст. Через місяць він випустив сольний мікстейп під назвою Money Side, Murda Side, де він представляє свою новоспечену групу Chopper City Gorilla Gang (або просто CCGG). Він випустив свій вуличний альбом під назвою HollyHood 5 жовтня 2010 року.

## Проблеми із законом
3 листопада 2009 року Дорсі заарештували в Новому Орлеані, штат Луїзіана, після того, як поліція зупинила його Chevrolet Tahoe під час звичайної зупинки. Під час огляду автомобіля поліцейські знайшли три пістолети, два з яких були викрадені. Бі Джі потрапив у парафіяльну в'язницю Орлеана за звинуваченням у незаконному носінні зброї. Коли він постав перед судом 5 листопада, інформація про його ув'язнення та заставу на той час була невідома пресі.
11 лютого 2010 року B.G. з'явився перед судом і заявив про свою невинуватість. Згідно з обвинуваченням, він мав вогнепальну зброю в період із серпня 2009 року до 3 листопада 2009 року У ньому також зазначено, що Дорсі та двоє пасажирів у транспортному засобі змовилися перешкоджати правосуддю, коли один підписав те, що прокурори пізніше класифікували як «неправдиве свідчення», коли він взяв на себе повну відповідальність за вогнепальну зброю. До суду над Дорсі один пасажир визнав себе винним у «своїй ролі в злочинах» і був засуджений до 20 років ув'язнення, а інший визнав себе винним у вчиненні тяжкого злочину та отримав 30 місяців ув'язнення.
7 грудня 2011 року Дорсі визнав себе винним за двома пунктами звинувачення у зберіганні вогнепальної зброї та за одним пунктом змови з метою перешкоджання правосуддю. 18 липня 2012 року Дорсі був засуджений до 14 років федеральної в'язниці та трьох років федерального нагляду після звільнення.
5 вересня 2023 року B.G. вийшов з в'язниці після того, як відбув 11 з 14 років ув'язнення.

## Дискографія
Студійні альбоми
- Chopper City (1996)
- It's All on U, Vol. 1 (1997)
- It's All on U, Vol. 2 (1997)
- Chopper City in the Ghetto (1999)
- Checkmate (2000)
- Livin' Legend (2003)
- Life After Cash Money (2004)
- The Heart of tha Streetz, Vol. 1 (2005)
- The Heart of tha Streetz, Vol. 2 (I Am What I Am) (2006)
- Too Hood 2 Be Hollywood (2009)
- The Heart Of The Streets 3 (2024)

Спільні альбоми
- True Story (з Lil Wayne) (1995)
- Get It How U Live! (з Hot Boys) (1997)
- Guerrilla Warfare (з Hot Boys) (1999)
- Baller Blockin' (з Cash Money Millionaires) (2000)
- Let 'Em Burn (with Hot Boys) (2003)
- We Got This (з Chopper City Boyz) (2007)
- Life in the Concrete Jungle (with Chopper City Boyz) (2008)
- 225504 (з Lil Boosie) (2010)
- Choppers & Bricks (з Gucci Mane) (2023)